# Loge L’Inséparable
Loge L’Inséparable is een vrijmetselaarsloge in Bergen op Zoom opgericht in 1767, vallende onder het Grootoosten der Nederlanden. De constitutiebrief is gedateerd op 25 maart 1767 en de loge werd op 6 mei hetzelfde jaar geïnstalleerd. Pas in 1907 kon de loge voor het eerst beschikken over een eigen logegebouw.

## Geschiedenis
De oorsprong van vrijmetselarij in Bergen op Zoom gaat vermoedelijk terug tot het midden van de 18e eeuw. Al vóór 1747 vonden in de stad vrijmetselaarsactiviteiten plaats binnen een Schotse ambulante loge, verbonden aan militairen van het garnizoen. Deze loges, niet gebonden aan één locatie, waren typisch voor militaire regimenten en speelden een belangrijke rol in de verspreiding van de vrijmetselarij binnen de Republiek. 
In dezelfde periode, rond 1759, kende Bergen op Zoom ook burgerlijke genootschappen met verlichte inslag, zoals het Collegium Musicum. Dit muziekgezelschap, aanvankelijk exclusief voor stedelijke elites, opende later de deuren voor officieren en burgers van buiten de stad. Het Collegium kwam wekelijks bijeen boven de Vleeshal op de Grote Markt en organiseerde concerten, dansavonden en plechtige gelegenheden. Enkele leden van dit gezelschap behoorden tot de oprichters van de latere loge L'Inséparable.
Parallel daaraan bestond in Bergen op Zoom een lokale afdeling van de Orde der Mopsen, een gemengde, semi-vrijmetselaarsorde die in 1738 in Wenen was ontstaan binnen katholieke kringen. De orde maakte gebruik van symboliek en rituelen verwant aan de vrijmetselarij. Over de activiteiten in Bergen op Zoom is weinig bekend, maar het garnizoen vormde vermoedelijk de kern van haar ledenbestand.
Op 29 november 1759 verzocht kapitein John Halkett, namens een groep officieren uit het Schotse regiment Stuart, bij de Schotse grootloge om een constitutiebrief voor de oprichting van een vaste loge onder de naam L'Inséparable. De loge verkreeg een Schotse, en geen Nederlandse, constitutie, waarmee zij formeel werd erkend binnen het internationale netwerk van de vrijmetselarij.
In 1767 werd een officieel verzoek ingediend bij de Nederlandse Grootloge om de bestaande vrijmetselaarsactiviteiten in Bergen op Zoom te regulariseren. De indieners erkenden dat zij reeds enige tijd “op een vreemde constitutie” actief waren geweest — een verwijzing naar de eerdere Schotse erkenning. De loge ontving haar constitutiebrief op 25 maart 1767 en werd officieel geïnstalleerd op 6 mei 1767.
De loge kende in haar beginjaren een sterk verlichte signatuur. Haar leden waren overwegend protestants en afkomstig uit de burgerlijke en militaire elite. Een van de weinige katholieke leden was Eduard van Mattenburgh, die in 1779 als voorzittend meester optrad. In latere decennia hield de loge contact met andere loges in de regio, waaronder ambulante loges in Steenbergen en Doornik.
De vrijmetselarij in Bergen op Zoom bleef nauw verbonden met militaire aanwezigheid en culturele netwerken. Politiek-ideologische verbanden met latere burgerbewegingen, zoals De Eendracht in de 19e eeuw, zijn historisch onwaarschijnlijk en niet direct aantoonbaar.

## Logezegel
Vanaf het begin bezat L’Inséparable een eigen zegel. De afbeelding is geïnspireerd op een toespraak die op 3 januari 1744 werd gehouden in Loge “Absolom” in Hamburg door Matthias Andreas Alardus (1722–1772), waarin gesteld werd dat “alleen edele zielen vrijmetselaar kunnen zijn”. Het zegel toont de god van de Stilte, leunend tegen een zuil, met in de linkerhand een waterpas en een geopende passer op de voorgrond. Rondom staat het motto Comes Consiliorum ("Metgezel van de beginselen"). Het oorspronkelijke zegel bleef tot de tweede helft van de 19e eeuw in gebruik en werd daarna vervangen door een nieuw ontwerp met diverse metaalgereedschappen. Een document uit 1807 bevestigt het gebruik van het oude zegel tot in die tijd.

## Onderscheidingskleur
Door de jaren heen wijzigde de loge haar onderscheidingskleur meerdere keren:
- 1792: blauw
- 1799: blauw en wit
- 1807: korenblauw
- 1810: hemelsblauw en wit
- 1818: lichtblauw
- 1864: terugkeer naar karmozijn (oorspronkelijke kleur)

## Voorzittend Meesters
Hieronder een overzicht van voorzittend meesters van 1767 tot 2009, met hun naam, ambtsperiode en aantal logeleden:
| Naam                  | Ambtsperiode | Aantal leden |
| --------------------- | ------------ | ------------ |
| F. May                | 1767–1772    | 23           |
| H. Aelmans            | 1773         | 32           |
| De Grave van Dam      | 1774–177?    | –            |
| F. May                | 1774–1778    | 17           |
| E. van Mattenburgh    | 1779         | 21           |
| P. G. van Overstraten | 1780         | 20           |
| F. May                | 1781–1782    | 16           |
| Z. Stutem             | 1783–1788    | 23           |
| *Lijst wordt vervolgd |              |              |

## Huisvesting
Voor de bouw van een eigen locatie in 1907 maakte de loge gebruik van gehuurde ruimten in de omgeving van Bergen op Zoom. Sinds de ingebruikname is het eigen gebouw het centrum voor bijeenkomsten, ceremonies en archivering.